# Rohini Hattangadi
Pour les articles homonymes, voir Rohini.
Rohini Hattangadi est une actrice indienne née le 11 avril 1951 à Pune au Maharashtra.

## Biographie
Rohini Hattangadi est né à Pune sous le nom de chêne Rohini. Elle a fait ses études au lycée de filles Renuka Swaroop Memorial, à Pune, en 1966. [3]
Elle a rejoint l'école nationale d'art dramatique (NSD) de New Delhi en 1971. Bien que l'Institut indien du film et de la télévision (FTII) se trouvait dans sa ville natale, Pune, elle ne l'avait pas fréquentée car elle s'intéressait principalement au théâtre et ne possédait Les premiers plans pour entrer au cinéma: "Je voulais juste être acteur ... Mon cœur était dans le théâtre parce que mon père (Anant Oak) m'avait appris que le vrai jeu d'acteur s'acquiert par le théâtre. C'est pourquoi je suis venu à Delhi pour rejoindre NSD. "[2] À NSD, elle rencontra son futur mari Jayadev Hattangadi, qui faisait partie du même groupe que le sien. Ils ont été formés ensemble par Ebrahim Alkazi. Après l'obtention de son diplôme en 1974, Rohini se voit attribuer le prix de la meilleure actrice et le prix du meilleur étudiant complet, tandis que Jayadev, qui suivait une formation de direction, remportait le prix du meilleur réalisateur. Jayadev et Rohini se sont mariés l'année suivante [4] [5]. Rohini a également suivi une formation de plus de huit ans aux formes de danse classique indienne Kathakali et Bharatnatyam, sous la direction du professeur Surendra Wadgaonkar. [6]
Rohini et Jayadev ont un fils, Aseem Hattangadi, acteur de théâtre et acteur dans la pièce de Badal Sircar, Evam Indrajit, dirigée par son père [7]. Jaydev Hattangadi est décédé le 5 décembre 2008, à l'âge de 60 ans, après une bataille contre le cancer. [8]

## Filmographie

### Cinéma
- 1978 : Arvind Desai Ki Ajeeb Dastaan : Shilpa
- 1981 : Chakra
- 1982 : Gandhi : Kasturba Gandhi
- 1984 : Saaransh : Parvati Pradhan
- 1984 : Bhavna : Shanta
- 1988 : Hero Hiralal : la mère de Roopa
- 1994 : Kokh
- 1995 : Jawab : Lucy I. Kumar
- 1995 : Akele Hum Akele Tum : Mme Dayal
- 1995 : Gambler : Mme Pandey
- 1999 : Jaanam Samjha Karo : la mère de Divya
- 2001 : Shirdi Sai Baba
- 2001 : Lajja : Mme Hazarilal
- 2002 : Badhaai Ho Badhaai : Rosy D'Souza
- 2003 : Munna Bhai M.B.B.S. : Parvati Sharma
- 2008 : 26th July at Barista : la femme surveillant ses petits-enfants
- 2008 : Karzzzz : Mme Verma

### Télévision
- 1986 : Chhoti Badi Baatein
- 1997 : Hindustani
- 2008 : Lo Ho Gayi Pooja Iss Ghar Ki